# Vincy-Reuil-et-Magny
Vincy-Reuil-et-Magny är en kommun i departementet Aisne i regionen Hauts-de-France i norra Frankrike. Kommunen ligger  i kantonen Rozoy-sur-Serre som ligger i arrondissementet Laon. År 2022 hade Vincy-Reuil-et-Magny 103 invånare.

## Befolkningsutveckling
Antalet invånare i kommunen Vincy-Reuil-et-Magny
Referens: INSEE